# Ponta Cais
Ponta Cais ist eine Landzunge und der nördlichste Punkt der Insel Maio, im atlantischen Inselstaat Kap Verde. Die Landzunge liegt ca. 8 km nördlich des nächsten Dorfes, Cascabulho.
Auf der Halbinsel steht der Leuchtturm Farol da Ponta Cais. Die Konstruktion ist 7 m hoch und die Feuerhöhe liegt bei 14 m.

## Geographie
Die Ponta Cais ist das am weitesten nach Norden weisende Kap der Insel. Zusammen mit Ponta Rica und Ponta Branca im Westen sowie der Ponta Pipa sticht sie wie eine Gabel zwischen Baía de Santana und Baía do Galeão ins Meer.